# Merops bullocki
Merops bullocki е вид птица от семейство Пчелоядови (Meropidae).

## Разпространение
Видът е разпространен в тропическите части на Африка, в Бенин, Буркина Фасо, Камерун, Централноафриканската република, Чад, Демократична република Конго, Кот д'Ивоар, Етиопия, Гамбия, Гана, Гвинея, Гвинея-Бисау, Мали, Мавритания, Нигер, Нигерия, Сенегал, Сиера Леоне, Судан, Того и Уганда.